# 黄脉九节
黄脉九节（学名：Psychotria straminea）为茜草科九节属下的一个种。

## 扩展阅读
- 維基物種上的相關：黄脉九节